# Jerta Schir
Jerta Schir (Folgaria, 12 giugno 1938) è un'ex sciatrice alpina italiana.

## Biografia
Sciatrice polivalente originaria di Serrada di Folgaria e sorella di Jolanda, a sua volta sciatrice alpina, Jerta Schir debuttò in campo internazionale in occasione delle SDS-Rennen 1957 (Grindelwald, 9-11 gennaio), dove si classificò 23ª nella discesa libera, 41ª nello slalom gigante, 23ª nello slalom speciale e 19ª nella combinata; l'anno dopo ai Mondiali di Badgastein 1958 (2-9 febbraio), suo esordio iridato, si piazzò 37ª nella discesa libera, 8ª nello slalom gigante, 21ª nello slalom speciale e 10ª nella combinata e nel prosieguo della stagione fu 3ª nello slalom speciale e 2ª nella combinata del trofeo Arlberg-Kandahar (Sankt Anton am Arlberg, 7-9 marzo).
Nel 1959 vinse lo slalom speciale e si classificò 3ª nella combinata del Grand Prix du Chamonix (Chamonix, 20-21 febbraio) e si piazzò 3ª sia nella discesa libera sia nello slalom speciale di Rottach-Egern (7-8 marzo); l'anno dopo fu 2ª nello slalom gigante delle SDS-Rennen (Grindelwald, 6-8 gennaio) e ai successivi VIII Giochi olimpici invernali di Squaw Valley 1960 (19-27 febbraio), sua unica presenza olimpica, si classificò 5ª nella discesa libera, 15ª nello slalom gigante, 20ª nello slalom speciale e 7ª nella combinata, disputata in sede olimpica ma valida solo ai fini dei Mondiali 1960. Nel 1961 si piazzò 2ª nello slalom speciale e 3ª nella combinata di San Martino di Castrozza (11-12 gennaio) e l'anno dopo ai Mondiali di Chamonix 1962 (10-18 febbraio), suo congedo agonistico internazionale, fu 23ª nella discesa libera, 16ª nello slalom gigante e non completò lo slalom speciale.

## Palmarès

### Classiche
Grand Prix du Chamonix
- 1 vittoria (slalom speciale a Chamonix 1959)

### Campionati italiani
- 11 medaglie[12]:
  - 4 ori (slalom speciale nel 1958; slalom gigante nel 1959; slalom speciale nel 1961; slalom speciale nel 1962)
  - 4 argenti (discesa libera, slalom gigante nel 1958; slalom speciale nel 1959; slalom gigante nel 1962)
  - 3 bronzi (discesa libera, slalom speciale nel 1957; discesa libera nel 1961)